# 크림반도

크림반도의 위치

크림반도(러시아어: Крым 크림[*], 우크라이나어: Крим 크림[*], 영어: Crimea 크리미아[*], 문화어: 크림반도/크릠반도) 또는 크름반도(크림 타타르어: Къырым / Qırım 크름)는 흑해 북부 연안에 위치한 반도이다. 2014년부터 2014년 크림 위기가 벌어졌고, 러시아가 실효 지배하고 있지만 국제 사회에서는 대체로 인정하지 않으며 우크라이나의 영토로 본다.

## 역사
- 기원전 8세기 ~ 기원전 7세기 : 고대 그리스의 식민지가 되다.
- 기원전 5세기 : 보스포루스 왕국의 지배를 받음.
- 기원전 5세기말 : 케르소네소스가 건설됨.
- 기원전 3세기 ~ 기원전 2세기 : 프리드네프로비예(드니프로강 연안 지역)에서 크림반도로 스키타이 왕국의 중심이 옮겨진다.
- 기원전 2세기 : 스키타이인들이 그리스인들과 해안 항구를 차지하기 위해 싸운다.
- 기원전 107년 : 스키타이인의 난이 그리스 황제 미트리다테스 4세에 의해 진압된다.
- 기원전 1세기 ~ 서기 3세기 : 고대 로마의 지배를 받음.
- 193년까지 : 보스포루스 왕국과 스키타이인들 사이에 수십 년 간의 전투. 사브로마트(Савромат) 2세의 승리.
- 40년대 : 무역이 번창한다.
- 3세기부터 : 고트족의 침입. 보스포루스 왕국을 점령.
- 258년 : 해적들이 해안의 도시들을 침략.
- 269년 ~ 270년 : 로마 제국 군대가 야만인들을 도나우강으로 몰아낸다. 해적선은 그리스 해안에서 침몰함.
- 330년 : 비잔티움 제국. 무역이 번창.
- 375년 : 훈족의 침입.
- 4세기 ~ 5세기 : 비잔티움 제국의 확장. 봉건제 공국 망구프(Mangup), 에스키 케르멘 등이 세워짐.
- 988년 : 키예프 루스의 블라디미르 1세가 케르소네소스에서 세례를 받음.
- 1428년 ~ 1783년 : 크림 칸국의 지배를 받음.
- 1783년 ~ 1917년 : 러시아 제국의 지배를 받음.
- 1853년 ~ 1856년 : 크림 전쟁.
- 1921년 : 소련 크림 타타르족의 자치 공화국인 크림 소비에트 사회주의 자치 공화국이 수립됨.
- 1944년 : 크림반도에 거주하던 크림 타타르족이 강제 이주되면서 크림주로 격하됨.
- 1954년 : 니키타 흐루쇼프의 제안에 따라 페레야슬라프 조약 체결 300주년을 기념하고 소련이 크림주를 우크라이나 소비에트 사회주의 공화국에 양도함.
- 1991년 : 우크라이나 소비에트 사회주의 공화국의 자치 공화국인 크림 소비에트 사회주의 자치 공화국이 수립됨.
- 1992년 : 소련으로부터 독립한 우크라이나의 자치 공화국인 크림 자치 공화국이 수립됨.
- 2014년 : 러시아가 크림반도를 다시 점령.

### 러시아의 크림반도 합병
2008년 남오세티야 전쟁의 여파로 인한 신(新)냉전의 기류가 크림반도까지 일면서, 자칫 제2의 남오세티야가 될 우려가 높아지고 있었으며, 특히 친(親)러시아 성향이 가장 강한 크림 자치 공화국은 친(親)서방 정책을 취하는 키이우의 우크라이나 과도 정부에 반발하였다. 또한, 2014년 3월 11일에 크림 지방 정부는 크림 공화국으로 독립을 결의했다.
2014년 3월 16일에 크림 공화국 내에서 크림반도의 러시아 귀속을 위한 주민투표가 진행된 결과, 압도적인 비율로 러시아와의 합병에 찬성하였다. 2014년 3월 18일 블라디미르 푸틴 러시아 대통령과 세르게이 악쇼노프 크림 공화국 총리, 블라디미르 콘스탄티노프 크림 공화국 최고회의 의장, 알렉세이 찰리 세바스토폴 시장이 러시아-크림 공화국 합병 조약에 서명하였으며, 3월 21일에는 러시아 상원이 크림반도 합병 조약 비준과 관련법 개정안을 통과시킨 데 이어 블라디미르 푸틴 러시아 대통령이 최종 서명함으로써 크림반도가 다시 러시아의 행정 구역으로 편입되는 법적인 절차는 마무리되었다. 완전한 합병은 2015년 1월 1일에 완료되었다.
하지만 우크라이나를 비롯한 절대다수 국가들은 이 합병을 불법이라고 주장하고 있다. 유엔 총회는 2014년 3월 27일 캐나다, 코스타리카, 독일, 리투아니아, 폴란드, 우크라이나의 주도로 제출된 러시아의 크림반도 합병을 승인하지 않는다는 내용을 담은 결의안(유엔 총회 결의 68/262)을 통과시켰다.
볼로디미르 젤렌스키 우크라이나 대통령은 "크림반도까지 수복해야 러시아-우크라이나 전쟁이 끝난다"고 주장하고 있다.

## 지리
휴양지로 알려져 있다.
- 남부 해변 : 얄타를 포함한 Алуштинский(알루슈친스키) 지역
- 서쪽 연안 : Евпаторийско(엡파토리스코, 크림반도 서해안의 항구) - 게르만 지역
- 동남부 연안 : 페오도시아 및 수단 지역

## 기후
겨울은 기후가 따뜻하다. 아열대 식생을 볼 수 있다. 북부 지방은 1월 평균기온이 1°C인데 비해 남부에서는 4°C 이하로 내려가지 않는다.

## 산업
얄타·알룹카(Алупка) 등 세계적으로 유명한 휴양지가 여러 곳에 있다.
포도를 비롯한 과일이나 잎담배, 향료의 원료식물, 채소 등의 재배가 활발하고, 관개 시설을 이용하여 곡물·사료작물도 재배한다. 케르치에서는 철광 생산과 아울러 제염업(製鹽業)도 이루어진다. 심페로폴은 각지로 통하는 철도·항공로가 열려 있고, 모스크바와의 사이에는 장거리 버스가 운행된다.

## 같이 보기
- 크림 고트어